# Astacosia ornatrix
Astacosia ornatrix là một loài bướm đêm thuộc phân họ Arctiinae, họ Erebidae.